# Master of Puppets (canção)
" Master of Puppets " é uma canção de thrash metal da banda americana Metallica, lançada em 2 de julho de 1986 como single do álbum homônimo. Também foi lançada como single promocional nos EUA pela Elektra Records.
A canção foi gravada entre outubro e dezembro de 1985 no Sweet Silence Studios em Copenhague, Dinamarca.
A música era a favorita do baixista Cliff Burton no álbum, como ele mesmo disse quando o álbum foi lançado. A música também é uma das mais famosas e populares da banda, além de ser a mais tocada em shows, com mais de 1.600 execuções, à frente de outros sucessos como Creeping Death.

## Antecedentes e composição
É a segunda faixa e título do álbum, precedida por uma faixa típica de thrash metal, mais curta e de alta velocidade, "Battery", uma sequência semelhante ouvida no segundo (Ride the Lightning) e quarto (...And Justice for All) álbuns do Metallica. "Master of Puppets" também é notável por seu uso extensivo de downpicking e longa seção instrumental.
De acordo com Dave Mustaine, Lars Ulrich compôs o riff de abertura da música enquanto Mustaine ainda era membro do Metallica.
Um riff da canção "Andy Warhol" de David Bowie é citado em "Master of Puppets". É uma homenagem feita por Cliff Burton e Kirk Hammett, para quem Bowie foi uma grande influência.
A música foi gravada em um andamento e afinação mais lentos e posteriormente acelerada por Rasmussen, que acelerou a afinação para 440 Hz. Isso permitiu que os instrumentos ficassem o mais firmes possível em um andamento mais alto. Ulrich admitiu mais tarde que considera a versão do álbum "muito firme".

## Significado das letras
A canção, como explicou o vocalista James Hetfield, "trata muito de drogas. Como as coisas mudam, em vez de você controlar o que está tomando e fazendo, são as drogas controlando você."

## Apresentações ao vivo
O álbum de vídeo Cliff 'Em All e os álbuns ao vivo S&M e S&M2 incluem performances ao vivo de "Master of Puppets" na íntegra. Uma versão abreviada aparece em Cunning Stunts. Ambas as versões podem ser vistas nas partes em vídeo do box Live Shit: Binge & Purge.
"Master of Puppets" é a música mais tocada da banda ao vivo, tocada pela primeira vez em 31 de dezembro de 1985, no Bill Graham Civic Auditorium de São Francisco para uma multidão de 7.000 pessoas. Até 9 de julho de 2025, a música foi tocada 1.773 vezes. Durante a World Magnetic Tour da banda, apresentações ao vivo adicionais foram filmadas na Cidade do México; Nîmes, França e Sófia, Bulgária. Essas apresentações foram lançadas em vídeo em novembro de 2009 (México e Nîmes) e outubro de 2010 (Sófia).

## Recepção e prêmios
A VH1 classificou a música como a terceira melhor música de heavy metal de todos os tempos. Em março de 2005, a revista Q colocou-a na posição 22 em sua lista das 100 melhores faixas de guitarra. O livro de Martin Popoff, "The Top 500 Heavy Metal Songs of All Time", de 2003, classificou a música em segundo lugar. Popoff compôs o livro solicitando que fãs de metal, músicos e jornalistas indicassem suas músicas favoritas de heavy metal. O autor derivou a classificação final de um banco de dados com quase 18.000 votos.
Os leitores da Guitar World votaram na música como a número 51 entre os 100 melhores solos de guitarra. Os solos do guitarrista principal Kirk Hammett para "Fade to Black" e "One" ficaram significativamente mais altos na mesma lista.
Em 2020, a Metal Hammer classificou a música como número 1 em sua lista das 50 melhores músicas do Metallica de todos os tempos. Em 2021, foi listado em 256º lugar na lista das "500 melhores canções de todos os tempos" da Rolling Stone, e em 2023 foi classificado em 2º lugar na lista das "100 maiores canções de heavy metal de todos os tempos".

### Outros elogios
| Ano  | Publicação           | País           | Ranking                                              | Posição           |
| ---- | -------------------- | -------------- | ---------------------------------------------------- | ----------------- |
| 2012 | Loudwire             | Estados Unidos | 10 Best Metallica Songs                              | 1                 |
| 2014 | Rolling Stone        | Estados Unidos | Readers’ Poll: The 10 Best Metallica Songs           | 2                 |
| 2021 | Kerrang!             | Reino Unido    | The 20 greatest Metallica songs – ranked             | 2                 |
| 2021 | Revolver             | Reino Unido    | Fan Poll: Top 5 Metallica Songs                      | 1                 |
| 2023 | The A.V. Club        | Estados Unidos | Essential Metallica: Their 30 greatest songs, ranked | 4                 |
| 2023 | Entertainment Weekly | Estados Unidos | The 15 best Metallica songs                          | Sem classificação |

## Uso na mídia
"Master of Puppets" é apresentada em uma cena do filme Old School de 2003 e é ouvida enquanto os atores Luke Wilson e Will Ferrell interpretam personagens que estão ocupados sequestrando pessoas na rua para se juntarem à sua nova fraternidade. A música foi apresentada nos créditos de abertura do filme Zombieland: Double Tap. A música também aparece em um trailer do jogo Marvel's Midnight Suns. Ela também aparece brevemente em The Big Short. A música também é usada no Fortnite como um emote comprável e como uma "faixa de jam" jogável no Fortnite Festival.
A música é apresentada no final da quarta temporada da série Stranger Things da Netflix, onde o personagem Eddie Munson é visto tocando a faixa no Upside Down para atrair os Demobats. A banda disse que ficou "impressionada" com a cena. Assim como "Running Up That Hill", de Kate Bush, que também foi apresentada na temporada, a música recuperou a popularidade e começou a figurar novamente após o lançamento do final, entrando notavelmente nas paradas dos EUA e do Reino Unido pela primeira vez desde o lançamento original da música em 1986. Em seguida, alcançou a quarta posição na Holanda.

## Faixas
| Single francês de 7" |                             |         |  |
| N.º                  | Título                      | Duração |  |
| 1.                   | "Master of Puppets"         | 3:27    |  |
| 2.                   | "Welcome Home (Sanitarium)" | 4:06    |  |

## Créditos
Os créditos são adaptados das notas do encarte de Master of Puppets.

#### Metallica
- James Hetfield – vocal principal, guitarra base, 1º solo de guitarra
- Lars Ulrich – bateria, percussão
- Cliff Burton – baixo, backing vocal
- Kirk Hammett – guitarra solo

#### Produção
- Metallica – produção
- Flemming Rasmussen – produção, engenharia
- Andy Wroblewski – engenheiro assistente
- Michael Wagener – mixagem
- Mark Wilzcak – engenheiro assistente de mixagem
- George Marino – masterização, remasterização no relançamento de 1995
- Howie Weinberg, Gentry Studer – remasterização de 2017

## Desempenho nas paradas musicais

### Paradas semanais
| Parada (2022)                                           | Posição |
| ------------------------------------------------------- | ------- |
| Austrália (ARIA)                                        | 19      |
| República Checa (Singles Digitál Top 100)               | 80      |
| França (SNEP)                                           | 185     |
| Alemanha (Offizielle Deutsche Charts)                   | 100     |
| Mundo (Billboard Global 200)                            | 20      |
| Greece International (IFPI)                             | 12      |
| Hungria (Single Top 40)                                 | 13      |
| Iceland (Tónlistinn)                                    | 16      |
| Irlanda (IRMA)                                          | 24      |
| Lithuania (AGATA)                                       | 32      |
| Netherlands (Single Tip)                                | 4       |
| New Zealand (Recorded Music NZ)                         | 17      |
| Portugal (AFP)                                          | 47      |
| Slovakia (Singles Digitál Top 100)                      | 68      |
| Sweden (Sverigetopplistan)                              | 69      |
| Reino Unido (UK Singles Chart)                          | 22      |
| Reino Unido (OCC UK Rock and Metal)                     | 1       |
| Estados Unidos (Billboard Hot 100)                      | 35      |
| Estados Unidos (Billboard Hot Rock & Alternative Songs) | 5       |
| Estados Unidos (Billboard Rock Airplay)                 | 22      |

### Paradas de fim de ano
| Parada (2022)                               | Posição |
| ------------------------------------------- | ------- |
| US Hot Rock & Alternative Songs (Billboard) | 22      |

## Certificações
| Região         | Certificação |
| -------------- | ------------ |
| Alemanha       | Ouro         |
| Dinamarca      | Ouro         |
| Estados Unidos | 3× Platina   |
| Grã Bretanha   | Platina      |
| Itália         | Ouro         |
| Portugal       | Platina      |